# Festuca brunnescens
Festuca brunnescens là một loài thực vật có hoa trong họ Hòa thảo. Loài này được (Tzvelev) Galushko mô tả khoa học đầu tiên năm 1976.